# ナターシャ・ピルツ・ムサール
ナターシャ・ピルツ・ムサール（Nataša Pirc Musar、1968年5月9日 - ）は、スロベニアの弁護士兼作家、元ジャーナリスト、政治家。2022年12月より同国大統領を務めている。ドナルド・トランプ前大統領の妻であるメラニア・トランプ専属の弁護士とスロベニア赤十字社の社長を歴任。
2022年スロベニア大統領選挙で、元外務大臣であるアンジェ・ロガールを破り、同年12月23日にスロベニア初の女性大統領として就任。

## 来歴
1992年にリュブリャナ大学法学部で、欧州司法裁判所長官の一人であるマルコ・イレシッチの指導で法学を学び、卒業。1997年に司法試験に合格後、公共放送であるスロベニアラジオテレビジョンの報道番組「ドネヴニクTV」のキャスターを6年間務めた他、民放のポップテレビで報道番組「24時間」のキャスターを5年間務めた。2001年には現在の夫であるアレシュ・ムサールが勤務するアクティバグループの企業コミュニケーション部門の責任者となった。その後、アトランタのCNNやBBC、Sky Newsで研修を受け、2015年にはプライバシー及び情報公開の公正の均整に関する論文でウィーン大学法学部の博士号を取得。

### 法律家として
スロベニア最高裁判所の教育情報センター所長を歴任後、2004年から10年間、欧州刑事警察機構の情報コミッショナーとして勤務。情報コミッショナー退任後は2016年に法律事務所「Pirc Musar & Lemut Strle」を開設。2017年から数年、メラニア・トランプ専属の弁護士を務めた。2010年から2021年まで、スロベニアで最も影響力のある弁護士トップ10に選ばれた。公正な知識を促進するために、女性法律専門家4人で「オナベ協会」を設立。情報の自由、プライバシーに関する本を英語、スロベニア語、クロアチア語で数冊執筆している。

### 政治活動
2022年6月23日に同年の大統領選挙への立候補を発表。立候補者の中でムサールが最初に大統領選挙への立候補を表明したことで、ミラン・クーチャンやダニロ・テュルクなどの歴代大統領からも支持された。選挙の公約として生物多様性の保全、NATOへの参加、介護政策を備えた年金改革への推進を掲げた。同年6月末に立候補を表明した大統領選挙の対抗馬である「オナベ協会」の創設メンバーで元ドイツ駐在スロベニア大使であったマルタ・コスとの不仲説について、メディアに追及されたが、互いに友人であると宣言。選挙後はオナベ協会も精力的に取り組むと述べた。しかし、対抗馬のマルタ・コスは9月に大統領への立候補を取り消した。
その後、ムサールの支持率は急増し、11月の大統領選挙での最後の2人の候補となった。11月23日の選挙で元外務大臣であるアンジェ・ロガールを53.89%対46.11%で破り、女性大統領として選出されることが確定した。12月23日に大統領官邸でボルト・パホルに出迎えられ、大統領移譲式を行った。

## 私生活
アレシュ・ムサールとの間に息子1人を儲けた。現在は製造されていないロールス・ロイス製のロールス・ロイス・ファントムVIを所有している。